# Маланюк Петро Миронович
Петро Миронович Маланюк (1 квітня 1962, м. Кременець, Тернопільська область  — 2 вересня 2009, м. Тернопіль) — завідувач кафедри інформатики та методики її викладання фізико-математичного факультету ТНПУ (2003–2009). Кандидат педагогічних наук, доцент.

## Освіта
- Закінчив Тернопільську СШ № 17 (1979);
- Закінчив фізико-математичний факультет Тернопільського державного педагогічного Інституту (1984) за спеціальністю «Математика і фізика»;
- Закінчив аспірантуру НДІ педагогіки АН УРСР (1991)
- Кандидат педагогічних наук (1991);
- Доцент (1994).
- Закінчив докторантуру Національного педагогічного університету імені Михайла Драгоманова (1999)

## Кар'єра
Із серпня 1984 р. до жовтня 1985 року працював на посаді вчителя фізики ЗОШ № 16 м. Тернополя.
З 1988 по 2009 р. працював на фізико-математичному факультеті лаборантом, асистентом, старшим викладачем, доцентом кафедри інформатики та методики її викладання.
Протягом 2003–2009 років завідував кафедрою інформатики та методики її викладання.
Викладав дисципліни: «Мистецтво програмування», «Системне програмування», «Основи апаратної організації комп'ютерних систем».

## Досягнення
Під його керівництвом були впроваджені ряд новацій в інфраструктуру та функціонування комп'ютерної мережі фізико-математичного факультету, зокрема, доменна структура мережі, сайт факультету.
За цей час кафедрою було проліцензовано та акредитовано спеціальності «Прикладна математика» освітньо-кваліфікаційних рівнів «бакалавр», «спеціаліст», «магістр».
Розробив і отримав патент на автоматизовану систему тестування «Екзаменатор», яка визнана однією з найкращих в Україні.
Коло наукових інтересів: олімпіадні задачі з програмування, комп'ютерні мережі, інформаційні технології в освіті та науці.
Петро Миронович завжди з увагою ставився до колег. Надзвичайно сприяв прагненням молоді до творчого зростання — за його підтримки виросла ціла плеяда молодих науковців. Займав активну громадську позицію.

## Наукові праці
Автор та співавтор понад 30 публікацій, зокрема:
- Маланюк П. M. Використання навчальних комп'ютерів при вивченні фізики. — К. : Рад. школа, 1987.
- Маланюк П. M., Следзінський І. Ф., Габрусєв В. Г. Вчіться спілкуватися з персональним комп'ютером: посібник для учителя. — К.: Рад.школа, 1990.
- Маланюк П. M., Гап'юк Г. В., Гап'юк Я. Ф., Гринчишин Я. Т. Математика. Тестові завдання ті їх розв'язки. 9 клас. Навчальний посібник. — Тернопіль: Підручники і посібники, 1994.
- Маланюк П. M. Олімпіадні задачі з програмування. — Тернопіль, 2000. — 144 с.
- Маланюк П. M., Маланюк Т. П. Програмний комплекс «Екзаменатор» для тестових перевірок знань за допомогою ПК. — Тернопіль: ТДПУ. — 2003.